# Moneilema wickhami
Moneilema wickhami là một loài bọ cánh cứng trong họ Cerambycidae.